# Misión jesuítica de Nuestra Señora de la Candelaria

La Misión jesuítica de Nuestra Señora de la Candelaria fue una de las misiones que la Compañía de Jesús estableció en la provincia jesuítica del Paraguay durante la colonización española de América. Fue fundada por Roque González de Santa Cruz en el año 1627 y fue destruida en 1665. Luego de muchas re ubicaciones se estableció en la ciudad de Candelaria en aquel último año, provincia de Misiones, Argentina, cuyas ruinas se encuentran preservadas y tiene el estatus de Monumento Histórico Nacional.
Parte del predio que ocupó en Candelaria fue utilizado por el Servicio Penitenciario Federal, que construyó una cárcel federal, por lo que las ruinas de lo que fue la misión no se encuentran abiertas al público en general.
Fue una de las reducciones jesuíticas guaraníes, que fueron fundadas por la Compañía de Jesús entre los pueblos Guaraníes y Guaycurúes. La intención con su fundación fue de que sea una ciudad utópica, de que sea la polis ideal jesuita; La ciudad de Dios.

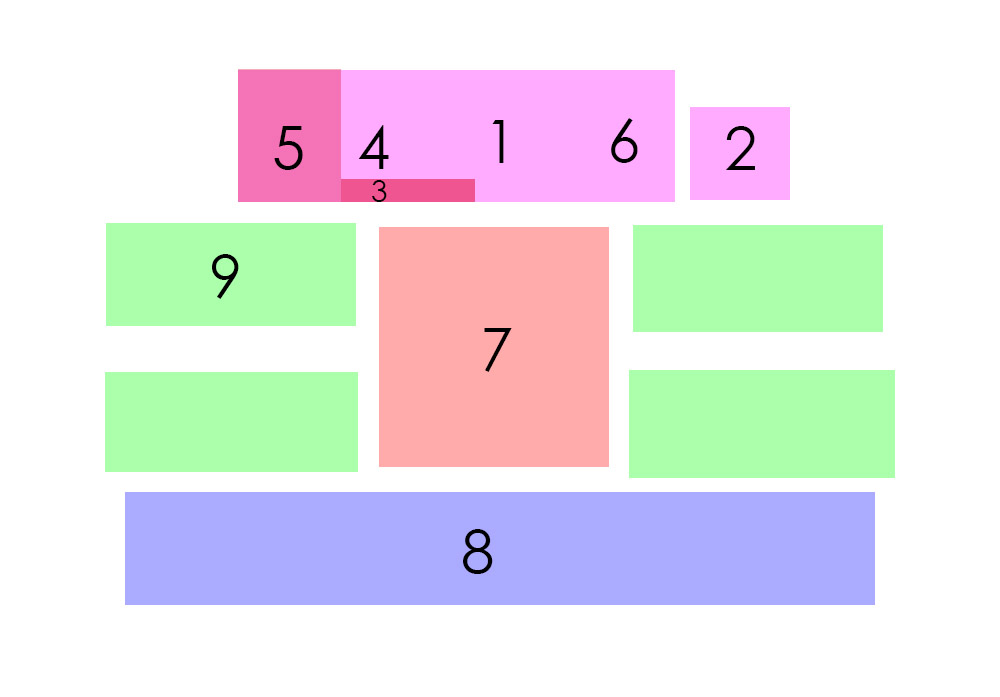
Esquema de la planta de la ciudad jesuita "Nuestra Señora de la Candelaria".

## Organización urbana
Se encontraba conformada como las habituales reducciones jesuíticas, con la plaza en el centro y los edificios principales alrededor:
- Tumparog- Iglesia
- Teongue- Cementerio
- Payog- Casa de los Padres
- Corá- Patio
- Aba apohara Cora- Patio de las Oficinas
- Corapi- Huerta
- Ocárucu- Plaza
- Tumparog miri Teongue reheguara- Capilla a donde se llevan los difuntos
- Cotiguazu- Casa de Recogidas

La reducción es el antecedente de la fundación de la misma ciudad de Candelaria, como pueblo actual, además al haber sido uno de las reducciones más importantes de las misiones jesuíticas guaraníes, tenía el estatus de capital. Algunas corrientes historiográficas suelen señalar que, siendo la provincia de Misiones la continuación de aquel territorio, Candelaria fue la primera capital de la que luego sería provincia argentina.